# Емерсон (Ајова)
Емерсон (енгл. Emerson) град је у америчкој савезној држави Ајова. По попису становништва из 2010. у њему је живело 438 становника.

## Демографија
Према попису становништва из 2010. у граду је живело 438 становника, што је -42 (-8.8%) становника више него 2000. године.
| Група             | 2000.       | 2010.       |
| Белци             | 473 (98,5%) | 431 (98,4%) |
| Афроамериканци    | 1 (0,2%)    | 0 (0,0%)    |
| Азијати           | 0 (0,0%)    | 0 (0,0%)    |
| Хиспаноамериканци | 3 (0,6%)    | 2 (0,5%)    |
| Укупно            | 480         | 438         |